# Schlegeltal
Schlegeltal ist ein Weiler der Gemeinde Unterkirnach im Schwarzwald-Baar-Kreis in Baden-Württemberg. 
Schlegeltal besteht aus rund zehn Häusern und erstreckt sich vom Ortsausgang Unterkirnachs in Richtung Friedrichshöhe bis zum Schlegelwald. Durch den Weiler verläuft die Landesstraße 173. Den öffentlichen Personennahverkehr in Unterkirnach stellt der Verkehrsverbund Schwarzwald-Baar sicher.

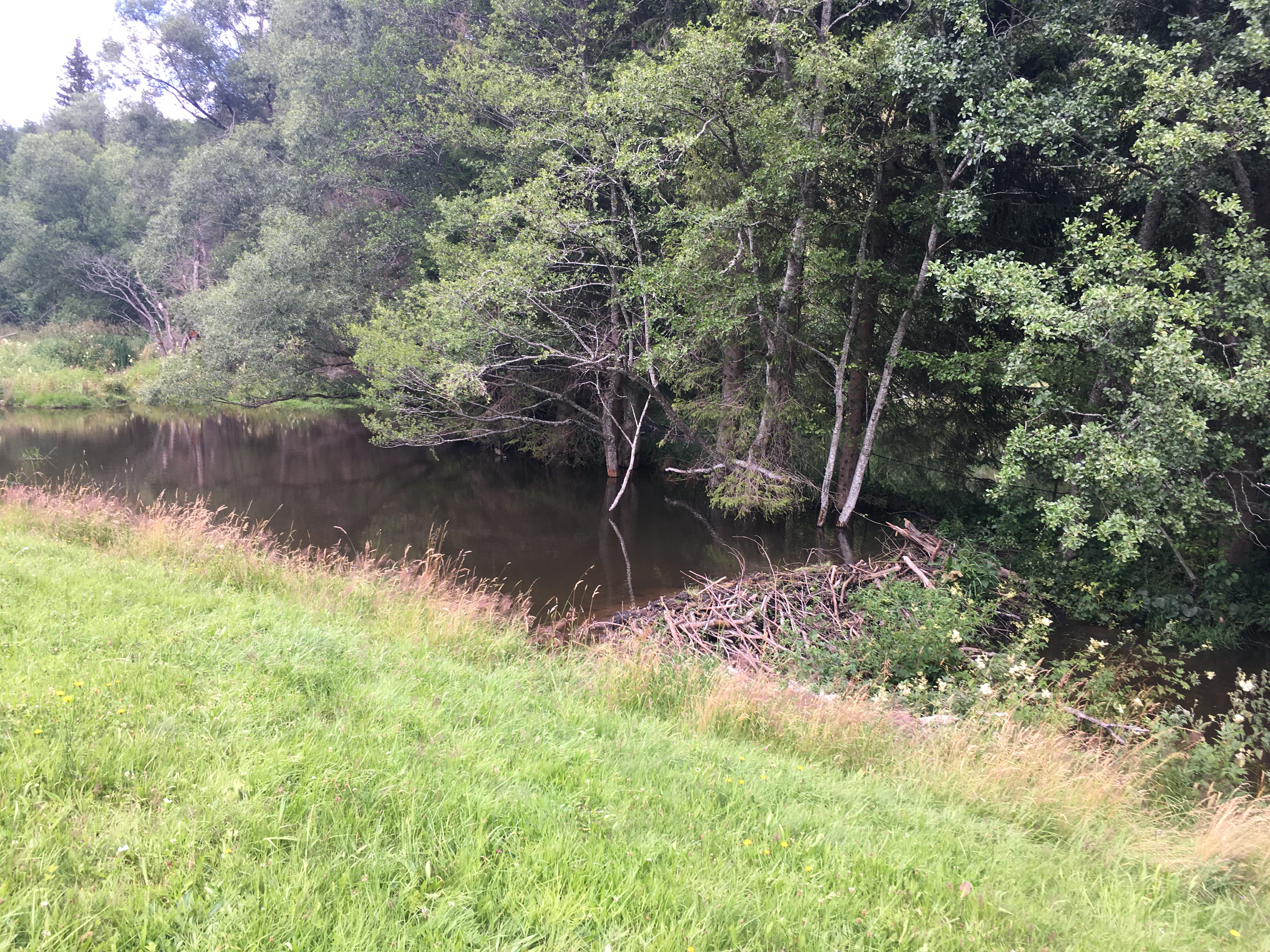
Biberdamm am Schlegelbach (2020)

Die weitgehende Naturbelassenheit der Landschaft rührt daher, dass die meisten Flächen aufgrund der Hanglage nur sehr schwer landwirtschaftlich bewirtschaftbar sind. In Schlegeltal 1 befindet sich ein denkmalgeschützter Bauernhof.